# Consistório Ordinário Público de 1850

## Cardeais Eleitores
| Nº                  | País               | Nome                                        | Idade              | Cargo                       | Título ou Diaconia                               |
| Cardeais eleitores  | Cardeais eleitores | Cardeais eleitores                          | Cardeais eleitores | Cardeais eleitores          | Cardeais eleitores                               |
| ------------------- | ------------------ | ------------------------------------------- | ------------------ | --------------------------- | ------------------------------------------------ |
| 1                   | França             | Paul-Thérèse-David d'Astros                 | 77                 | Arcebispo de Toulouse       | Cardeal-presbítero                               |
| 2                   | Espanha            | Juan José Bonel y Orbe                      | 68                 | Arcebispo de Toledo         | Cardeal-presbítero de Nossa Senhora da Paz       |
| 3                   | Itália             | Giuseppe Cosenza                            | 62                 | Arcebispo de Cápua          | Cardeal-presbítero de Santa Maria na Traspontina |
| 4                   | França             | Jacques-Marie-Adrien-Césaire Mathieu        | 54                 | Arcebispo de Besançon       | Cardeal-presbítero de São Silvestre em Capite    |
| 5                   | Espanha            | Judas José Romo y Gamboa                    | 71                 | Arcebispo de Sevilha        | Cardeal-presbítero                               |
| 6                   | França             | Thomas-Marie-Joseph Gousset                 | 58                 | Arcebispo de Reims          | Cardeal-presbítero de São Calisto                |
| 7                   | Áustria            | Maximilian Joseph Gottfried Sommerau Beeckh | 80                 | Arcebispo de Olomouc        | Cardeal-presbítero                               |
| 8                   | Alemanha           | Johannes von Geissel                        | 54                 | Arcebispo de Colônia        | Cardeal-presbítero de São Lourenço em Panisperna |
| 9                   | Portugal           | Pedro Paulo de Figueiredo da Cunha e Melo   | 80                 | Arcebispo de Braga          | Cardeal-presbítero                               |
| 10                  | Inglaterra         | Nicholas Wiseman                            | 48                 | Arcebispo de Westminster    | Cardeal-presbítero de Santa Pudenciana           |
| 11                  | Itália             | Giuseppe Pecci                              | 74                 | Bispo de Gubbio             | Cardeal-presbítero de Santa Balbina              |
| 12                  | Alemanha           | Melchior von Diepenbrock                    | 52                 | Arcebispo de Breslávia      | Cardeal-presbítero                               |
| 13                  | Itália             | Roberto Giovanni F. Roberti                 | 61                 |                             | Cardeal-diácono de Santa Maria em Domnica        |
| Revelado In Pectore |                    |                                             |                    |                             |                                                  |
| 14                  | Itália             | Raffaele Fornari                            | 63                 | Núncio apostólico na França | Cardeal-diácono de São Nicolau no Cárcere        |

## Link Externo
- «Catholic Hierarchy» (em inglês)